# Ujelang
Ujelang es un atolón de 30 islas en el océano Pacífico. Forma parte de las Islas Marshall. El área total es de 0,67 km² y la laguna interior ocupa 25,47 km². Este atolón estuvo habitado hasta 1947 cuando se recolocó a los habitantes de Eniwetok, aproximadamente residen en él 350 personas. Lo descubrió el explorador español Álvaro de Saavedra en 1529, durante la expedición de travesía del Pacífico, intentando llegar a América desde las Molucas. Bautizó la isla con el nombre de "Los Jardines".